# Glaxo
Glaxo – nowozelandzkie przedsiębiorstwo farmacuetyczne, działające w latach 1873–1995. Po przejęciu przez Burroughs Wellcome & Company w 1995 roku występuje pod firmą Glaxo Wellcome, a od grudnia 2000 jako GlaxoSmithKline po połączeniu z SmithKline Beecham.
Pierwszym produktem przedsiębiorstwa Glaxo był preparat witaminy D.
Później na rynek wprowadzono Zantac®.